# Šmihel nad Mozirjem
Šmihel nad Mozirjem je naselje u slovenskoj Općini Mozirju. Šmihel nad Mozirjem se nalazi u pokrajini Štajerskoj i statističkoj regiji Savinjskoj. 

## Stanovništvo
Prema popisu stanovništva iz 2002. godine naselje je imalo 168 stanovnika.